# Jigokumon
Jigokumon (bra: O Portão do Inferno, ou Portal do Inferno; prt: Amores de Samurai) é um filme japonês de 1953, do gênero drama romântico-histórico, dirigido por Teinosuke Kinugasa, com roteiro dele e de Masaichi Nagata baseado em peça teatral de Kan Kikuchi.
Jigokumon ganhou o Grand Prix no Festival de Cinema de Cannes de 1954, em 1955 ganhou um Oscar Honorário como "Melhor Filme Estrangeiro lançado pela primeira vez nos Estados Unidos em 1954", junto com o Oscar de melhor figurino no mesmo ano. Também ganhou o New York Film Critics Circle Award de "Melhor Filme Estrangeiro". Ele também ganhou o Leopardo de Ouro no Festival Internacional de Cinema de Locarno.
O filme faz parte da lista dos 1000 melhores filmes de todos os tempos do The New York Times.

## Prêmios e indicações
| Prêmio             | Categoria                            | Recipiente                           | Resultado |
| ------------------ | ------------------------------------ | ------------------------------------ | --------- |
| Oscar 1955         | Melhor figurino                      | Senzo Wada                           | Venceu    |
| Oscar 1955         | Oscar honorário de filme estrangeiro | Oscar honorário de filme estrangeiro | Venceu    |
| BAFTA 1955         | Melhor filme                         | Masaichi Nagata (prod.)              | Indicado  |
| Festival de Cannes | Grand Prix (melhor filme)            | Masaichi Nagata (prod.)              | Venceu    |

## Sinopse
No século XII, uma tentativa de golpe contra a realeza obriga a família real a fugir e, para despistar os perseguidores, uma mulher se faz passar por uma senhora da realiza contando com a ajuda de um samurai. Como recompensa, o samurai pede a mão dela em casamento, mas fica sabendo que ela é casada. Inconformado, ele desafia o marido da amada a deixá-la.